# Jane Wiedlin

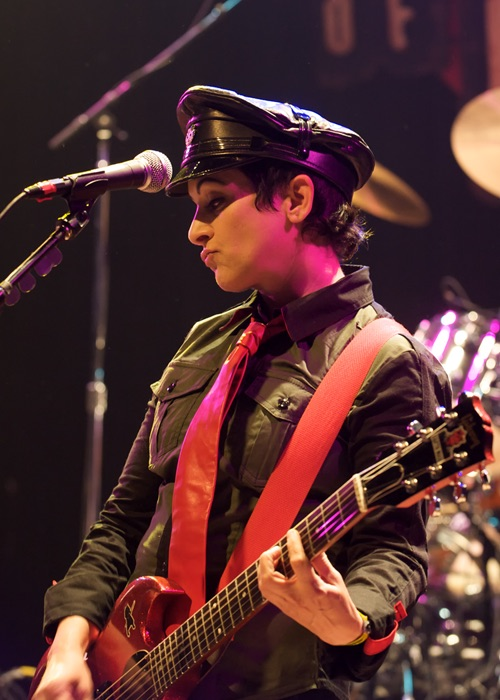
Jane Wiedlin bij een concert van The Go-Go's in 2009

Jane Marie Genevieve Wiedlin (Oconomowoc, 20 mei 1958) is een Amerikaans muzikante, zangeres en actrice. Ze is bekend geworden als medeoprichtster, slaggitariste en achtergrondzangeres van de new-waveband The Go-Go's. Daarnaast heeft ze ook soloplaten uitgebracht en spreekt ze onder andere de stem in van Dusk, drumster en achtergrondzangeres van de fictieve rockband The Hex Girls uit de tekenfilmserie Scooby-Doo.

## Biografie

### 1958-1976; jonge jaren
Wiedlin groeide op in een katholiek gezin met een zus en drie broers. Haar vader, Robert Arthur Wiedlin Sr., was een in Chicago geboren kaakchirurg van Zwitsers-Duitse origine. Haar moeder, Betty Jane (meisjesnaam Herro), was van Libanese afkomst. Ze leerden elkaar kennen als studenten aan de Marquette University.  Wiedlin bracht haar vroege jaren door in West Allis, een buitenwijk van  Milwaukee. Vanaf haar zesde woonde ze in Los Angeles waar haar vader in een veteranenziekenhuis ging werken.
Wiedlin heeft "een zeer bewogen jeugd" gehad. Tijdens haar periode op de William Howard Taft High School van 1972 tot 1976 kreeg ze voor het eerst met depressies en mentale problemen te maken. "Ik dacht dat het leven volstrekt zinloos was, maar een paar jaar later had ik als lid van een succesvolle rockband het avontuur van m'n leven!"

### 1977-1985; punktijd en eerste bestaansperiode van The Go-Go's
Nadat ze eerst The Beatles en David Bowie had ontdekt kwam Wiedlin als modestudente in aanraking met de ontluikende punkscene van Los  Angeles. Ze werkte in een modehuis en schreef songteksten op knippatronen. Onder de naam Jane Drano verkocht ze haar zelfontworpen punkkleding op de Sunset Boulevard in een filiaal van de Britse winkelketen Granny Takes a Trip. 
Wiedlin werd onderdeel van een scene die bands voortbracht als X, The Germs en The Weirdos. Ook The Go-Go's begonnen in 1978 als punkband; Wiedlin, zangeres Belinda Carlisle en gitariste/toetseniste Charlotte Caffey werden bijgestaan door drumster Elissa Bello en bassiste Margot Olaverra als voorgangsters van respectievelijk Gina Shock en Kathy Valentine.
Voorjaar 1980 toerden The Go-Go's door het Verenigd Koninkrijk en Europa als voorprogramma van skaband The Specials. Wiedlin had in deze periode een relatie met zanger Terry Hall (1959-2022); samen schreven ze schreven ze Our Lips Are Sealed dat in The Go-Go's in juni 1981 als hun debuutsingle uitbrachten. Het haalde de twintigste plaats in de Billboard Hot 100 en zou daar tot maart 1982 blijven. Hall nam het nummer zelf ook op met Specials-afsplitsing Fun Boy Three en scoorde er in 1983 een Britse top 10-hit mee.
The Go-Go's groeiden uit tot een van de succesvolste Amerikaanse bands van de jaren 80 en speelden een belangrijke rol in de popularisering van new wave. Het succes en de lange tournees begonnen echter hun tol te eisen; ook op Wiedlin die nog steeds met haar mentale gezondheid worstelde. Ze wilde als songschrijfster een hoger percentage royalty's en een solonummer op het derde album Talk Show. Toen deze wens niet werd ingewilligd besloot ze in oktober 1984 de band te verlaten. The Go-Go's gingen verder zonder haar todat Carlisle en Caffey in mei 1985 aangaven dat zij er geen zin meer in hadden.

### 1985-1989; eerste soloalbums en filmrollen

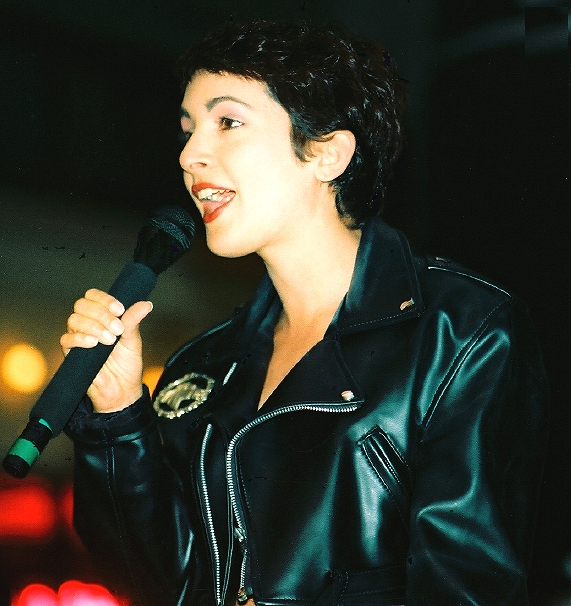
Wiedlin tijdens een concert in 1988

In oktober 1985, een jaar nadat ze uit The Go-Go's was gestapt, bracht Wiedlin haar eponieme solodebuut uit, voorafgegaan door de single Blue Kiss. Daarnaast begaf ze zich op het acteervlak; in december 1985 ging de film Clue (gebaseerd op het bordspel Cluedo) in première waarin ze te zien was als zingende telegrambezorgster waar het slecht mee afliep. Gedurende de rest van de jaren tachtig had Wiedlin rollen in als officier op een videoscherm van de Starfleet Command in Star Trek IV: The Voyage Home (1986), de Witte Fee in de Golan-Globus-productie Sleeping Beauty (1987) en als Jeanne d'Arc in Bill & Ted's Excellent Adventure (1989). Over haar acteercarrière tot dan toe zei ze "Het blijkt zwaarder te zijn dan het lijkt, en hoeveel ik er ook van heb genoten, ik denk niet dat ik er heel erg goed in ben."
Ondertussen bleef Wiedlin muziek maken; in 1988 scoorde ze een Amerikaanse top 10-hit met Rush Hour, de eerste single van haar tweede soloalbum Fur. Het titelnummer was een aanklacht tegen de bonthandel en leidde ertoe dat ze in 1989 door dierenrechtenorganisatie PETA werd gevraagd om op te treden tijdens het Rock Against Fur-festival in New York.

### 1990-heden; heroprichting van The Go-Go's en meer soloactiviteiten
In 1990 verscheen Tangled, het derde soloalbum van Wiedlin en tevens de eerste zonder enige notering in de Billboardlijsten. Datzelfde jaar kwamen The Go-Go's weer bij elkaar voor de promotie van een greatest hits-cd met daarop een nieuw nummer; een cover van Cool Jerk. Ook gingen ze als eerste celebrities uit de kleren voor de anti-bontcampagne van de PETA. In 1994 brachten The Go-Go's de verzamelaar Return to the Valley of The Go-Go's waarvoor ze ook drie nieuwe nummers opnamen; Wiedlin schreef mee aan de single The Whole World Lost Its Head.
Inmiddels had Wiedlin zelf ook een best of op haar naam staan (The Very Best of Jane Wiedlin: From Cool Places to Worlds on Fire uit 1993) en trad ze van 1995 tot 1998 op als frontvrouw van FroSTed. Het enige album dat ze met deze band opnam, Cold, verscheen in 1996.
Vanaf 1998 werd Wiedlin een veelgevraagd stemactrice; zo sprak zij de stemmen in van Miranda Kane en Shannon in The New Batman Adventures, Gwen in Mission Hill, en Dusk van The Hex Girls in Scooby-Doo die vlak na elkaar uitkwamen.
In 1999 schreven Wiedlin en haar Go-Go's-collega Charlotte Caffey mee aan het nummer But for the Grace of God van de Australische countryzanger Keith Urban; het werd in het najaar van 2000 zijn eerste nummer 1-hit. In diezelfde periode verscheen ook Wiedlins vierde soloalbum Kissproof World. 
In 2001 kwamwen The Go-Go's voor het eerst in zeventien jaar met een nieuw studioalbum; God Bless the Go-Go's. De titel en het concept waren bedacht door Wiedlin.
Tevens had ze dat jaar een bijrol in de MTV-serie Spyder Games als "ex-rockchick die de lokale koffiebar runt" waar de hoofdpersonages hun vrije tijd doorbrengen.
In 2005 was Wiedlin als zichzelf te zien in het vierde seizoen van de VH1-realitysoap The Surreal Life, gebaseerd op MTV's The Real World. In aflevering zes, uitgezonden op 20 februari, besprak ze haar interesse in Bdsm.
Al even surrealistisch was de misdaaddrama Firecracker van Steve Balderson waarin Wiedlin de rol van Ursula vertolkte. Criticus Roger Ebert benoemde het tot een van de beste films van 2005. Wiedlin zou daarna nog drie keer samenwerken met regisseur Balderson; in Stuck! uit 2009 dat een hommage is aan de film noirs over  vrouwengevangenissen, in The Casserole Club uit 2011 waarin huisvrouwen in het Palm Springs van 1969 centraal staan, en in Culture Shock uit 2013 waarin de Londense onderwereld wordt  gepersifleerd.
In april 2009 liet Wiedlin zich als Bettie Page fotograferen door Austin Young voor de kunsttentoonstelling Heaven Bound. Ook leverde ze citaten aan het boek Girls Against Girls van auteur Bonnie Burton.
The Go-Go's zouden in juli 2010 op afscheidstournee gaan, maar moesten deze afzeggen nadat Wiedlin bij een val van een rots haar beide kruisbanden had gescheurd.
Tijdens haar herstel lanceerde Wiedlin samen met Bill Morrison de stripreeks Lady Robotika waarin zijzelf de hoofdrol speelt als en een nieuw leven begint als superheldin op een andere planeet.
In augustus 2011 kregen Wiedlin en de overige Go-Go's een ster op de Hollywood Walk of Fame. Er volgden nieuwe tournees waardoor het 'afscheid' werd uitgesteld tot 2016. Wiedlin had in deze periode rollen te pakken als Tess in de onafhankelijke film I Want to Get Married uit 2011 en als wiskundelerares in de horrorfilm HoneyBee uit 2016.
In april 2016 verscheen het boek Under the Big Black Sun van John Doe (voormalig zanger van de band X) en Tom DeSavia over de opkomst en ondergang van de punkscene van Los Angeles in de periode 1977-1982. Wiedlin en Caffey schreven een hoofdstuk als gastauteurs die een hoofdstuk schreven en verleenden ook hun medewerking aan het vervolg More Fun in the New World dat in 2019 uitkwam.   
In 2017 bracht Wiedlin If You're a Boy or a Girl uit als helft van Elettrodomestico. Ze vormde dit psychedeliche gitaarpopduo met de in Amerika geboren Italiaanse multi-instrumentalist en songschrijver Pietro Straccia.
In 2018 ging de Broadway-musical Head Over Heels (gebaseerd op Arcadia van Philip Sidney) in première; hierin waren nummers te horen die Wiedlin voor The Go-Go's had geschreven, en Belinda Carlisle voor haar solocarrière. Naar aanleiding hiervan gingen The Go-Go's weer optreden en werd er een documentaire over hen gemaakt die begin 2020 in première ging. Aansluitend zouden The Go-Go's vanaf juni 2020 elf concerten geven, maar vanwege de coronapandemie moesten ze die uitstellen.
Op 30 oktober 2021 werden The Go-Go's ingewijd in de Rock and Roll Hall of Fame waarna ze tot maart 2022 optraden. Een tournee met Billy Idol werd door ziekte van de Britse rocker verplaatst naar latere data zonder deelname van The Go-Go's. 
In december 2023 vertelde Wiedlin in het blad Rolling Stone dat zij rond 1974, op circa 15-jarige leeftijd, seksueel misbruikt werd door de invloedrijke rock-dj Rodney Bingenheimer in diens toenmalige glamrockclub English Disco. Vijf andere vrouwen, waaronder Kari Krome, songschrijfster van The Runaways, kwamen met hetzelfde verhaal naar buiten.
In 2024 gaven The Go-Go's een eenmalig akoestisch concert bij hun inwijding in de California Hall of Fame.

## Privéleven
Wiedlin woonde als volwassene in verschillende plaatsen; via Mendocino, Costa Rica, Panama, Wisconsin en San Francisco kwam ze op Hawaii terecht.
Wiedlin beschouwt zichzelf als biseksueel; gedurende haar jaren in de punkscene van Los  Angeles had ze haar eerste echte relatie met Terry Bag (Terry Graham) van punkband The Bags en later The Gun Club. In de documentaire over The Go-Go's uit 2020 onthulde bandlid Gina Schock dat zij en Wiedlin geruime tijd "vriendinnen" waren totdat Wiedlin het uitmaakte. Wiedlin heeft ook korte relaties gehad met Terry Hall en Russell Mael van de band Sparks.
Wiedlin was getrouwd met Ged Malone van 1987 tot 1989 to 1999 (zh)  en met David Trotter van 2004 tot 2005.(zh)  In oktober 2022 verloofde ze zich met Terence Lundy aan wie ze in februari 2023 haar jawoord gaf. Ook dit huwelijk was geen lang leven beschoren, want in april 2024 kondigde Wiedlin aan dat ze gingen scheiden.
Naast zingen en acteren is Wiedlin priesteres van de Universal Life Church, een religieus postorderbedrijf dat gratis inwijdingscursussen aanbiedt. Onder de naam "Reverend Sister Go-Go" spreekt ze vooral tijdens bruiloften.

## Discografie

### Studioalbums
| Jane Wiedlin      | - Releasedatum: oktober 1985 - Label: IRS              | 127 | —  | —  |
| Fur               | - Releasedatum: april 1988 - Label: EMI, Manhattan     | 105 | 88 | 48 |
| Tangled           | - Releasedatum: mei 1990 - Label: EMI USA              | —   | —  | —  |
| Kissproof World   | - Releasedatum: 31 oktober 2000 - Label: Painful Discs | —   | —  | —  |
| "—" geen notering |                                                        |     |    |    |

### Verzamelalbums
| Titel                                                             | Details                                     |
| ----------------------------------------------------------------- | ------------------------------------------- |
| The Very Best of Jane Wiedlin: From Cool Places to Worlds on Fire | - Releasedatum: 1993 - Label: Alliance, EMI |

### Singles
| "Blue Kiss"       | 1985 | 77 | 30 | 62 | —  | —  | Jane Wiedlin |
| "Rush Hour"       | 1988 | 9  | —  | 13 | 31 | 12 | Fur          |
| "Inside a Dream"  | 1988 | 57 | —  | —  | —  | 64 | Fur          |
| "World on Fire"   | 1990 | —  | —  | —  | —  | —  | Tangled      |
| "—" geen notering |      |    |    |    |    |    |              |

### Singles van anderen
| Titel                                         | Jaar | Hoogste positie | Hoogste positie | Album          |
| Titel                                         | Jaar | VS              | US Dance        | Album          |
| --------------------------------------------- | ---- | --------------- | --------------- | -------------- |
| "Cool Places" (Sparks featuring Jane Wiedlin) | 1983 | 49              | 13              | In Outer Space |

## Overige releases
- 1990: Pretty Woman soundtrack (EMI, heruitgebracht in met bonusschijf) – Tangled.
- 1996: Cold (Geffen) – als froSTed.
- 2001: Josie and the Pussycats Original Soundtrack – bijdrage aan You Don't See en Come On.
- 2002: The Specials vs. the Untouchables: Ska's Greatest Stars (Big Eye Music) – nieuwe versie van Our Lips Are Sealed met The Specials.
- 2006: 80's New Wave Hits (Big Eye Music) – Nieuwe versie van Our Lips Are Sealed met The Specials
- 2017: Elettrodomestico (If You're a Boy or a Girl).

## Filmografie

### Film
| Jaar | Titel                                     | Rol                           | Opmerkingen  |
| ---- | ----------------------------------------- | ----------------------------- | ------------ |
| 1985 | Clue                                      | Zingende telegrambezorgster   |              |
| 1986 | Star Trek IV: The Voyage Home             | Officier Alien Communications |              |
| 1987 | Sleeping Beauty                           | Witte fee                     |              |
| 1989 | Bill & Ted's Excellent Adventure          | Jeanne d'Arc                  |              |
| 1999 | Scooby-Doo! and the Witch's Ghost         | Dusk (sten)                   |              |
| 2000 | Angels!                                   | Agent 77                      |              |
| 2003 | Scooby-Doo! and the Legend of the Vampire | Dusk (stem)                   |              |
| 2005 | Firecracker                               | Ursula                        |              |
| 2009 | Stuck!                                    | Princess                      |              |
| 2010 | Demonic Toys 2                            | Baby Whoopsie (stem)          |              |
| 2011 | The Casserole Club                        | Marjorie Lavon                |              |
| 2011 | I Want to Get Married                     | Tess                          |              |
| 2012 | Culture Shock                             | Baby Boo Boo                  |              |
| 2016 | HoneyBee                                  | Mrs. Humphrey                 |              |
| 2021 | The Sparks Brothers                       | Zichzelf                      | Documentaire |

### Televisie
| Jaar      | Titel                            | Rol                              | Opmerkingen                             |
| --------- | -------------------------------- | -------------------------------- | --------------------------------------- |
| 1998      | The New Batman Adventures        | Miranda Kane, Shannon (stem)     | 2 afleveringen                          |
| 1999      | Pinky, Elmyra & the Brain        | Vanity White (stem)              | 4 afleveringen                          |
| 1999–2002 | Mission Hill                     | Gwen (stem)                      | 7 afleveringen                          |
| 2000      | The Wild Thornberrys             | Phaedra (stem)                   | 2 afleveringen                          |
| 2002–2003 | What's New, Scooby-Doo?          | Dusk, Achtergrondzangeres (stem) | 2 afleveringen                          |
| 2003      | As Told by Ginger                | Hope Rogers (stem)               | Aflevering: "No Hope for Courtney"      |
| 2003      | Duck Dodgers                     | Cassiopeia (stem)                | Aflevering: "They Stole Dodgers' Brain" |
| 2005      | Rugrats Pre-School Daze          | Willy (stem)                     | 3 afleveringen                          |
| 2010–2013 | Scooby-Doo! Mystery Incorporated | Dusk (stem)                      | 2 afleveringen                          |
| 2020      | Scooby-Doo and Guess Who?        | Dusk (stem)                      | Aflevering: "I Put a Hex On You!"       |